# Ethriel
Ethriel, figlio di Íriel Fáid, secondo le leggende medievali irlandesi e la tradizione storica, succedette al padre come re supremo d'Irlanda. Regnò per 20 anni fino a quando fu ucciso nella battaglia di Rairiu da Conmáel come vendetta per l'uccisione del padre Éber Finn, che era stato ucciso dal nonno di Ethriel, Érimón. Fu l'ultimo dei capitribù giunti con l'invasione dei milesi. Il Lebor Gabála Érenn afferma che durante il suo regno Tautane, sovrano dell'Assiria, morì (1182 a.C. secondo il Chronicon di san Gerolamo), come anche Ettore e Achille (la Guerra di Troia viene comunque tradizionalmente datata al XIII secolo) e Sansone re della tribù israelita di Dan. Goffredo Keating data il suo regno dal 1259 al 1239 a.C. gli Annali dei Quattro Maestri dal 1671 al 1651 a.C.